# Blå bägarkrokus
Blå bägarkrokus (Crocus biflorus) är en växt i familjen irisväxter och förekommer naturligt från Italien, till Sicilien, Rhodos till nordvästra Turkiet. Arten odlas som prydnadsväxt i Sverige och det förekommer ett flertal sorter på marknaden.